# Hylodendron
Hylodendron es un género monotípico de árbol de la subfamilia Caesalpinioideae perteneciente a la familia de las legumbres Fabaceae. Su única especie: Hylodendron gabunense Taub., es originaria de Gabón.

## Descripción
Es un árbol que alcanza los 20 -> 40 m de altura, con fuste recto y cilíndrico de 10 metros o más de largo, y con 30 a 100 cm de diámetro, con numerosas ramas delgadas, y con alas de contrafuertes con espinas leñosas; la corona es irregular con ramas erectas y ramas horizontales.

## Distribución y hábitat
Se encuentra en el bosque de galería, entre grupos de árboles, en suelos poco profundos, y son frecuentes en el bosque secundario, salteados en la selva tropical (con grandes árboles), a una altura de 100 a 200 metros, en Camerún, Gabón, Nigeria y Zaire.